# Yihunilign Adane
Yihunilign Adane (ur. 29 lutego 1996) – etiopski lekkoatleta specjalizujący się w biegach długich.
Uczestnik Mistrzostw Świata w Biegach Przełajowych 2013 rozgrywanych w Bydgoszczy. W rywalizacji indywidualnej juniorów na dystansie 8 kilometrów zajął 13. pozycję, uzyskując czas biegu 22:33. W klasyfikacji drużynowej juniorów, wspólnie z reprezentacją swojego kraju, zajął 1. miejsce, zdobywając tym samym złoty medal. Szósty zawodnik biegu na 10 000 metrów podczas mistrzostw świata juniorów w Eugene (2014). Wicemistrz świata juniorów w drużynie w biegach przełajowych z 2015 roku.

## Osiągnięcia
| Rok  | Impreza                                   | Miejsce   | Konkurencja           | Pozycja     | Wynik    |
| ---- | ----------------------------------------- | --------- | --------------------- | ----------- | -------- |
| 2013 | Mistrzostwa świata w biegach przełajowych | Bydgoszcz | bieg juniorów         | 13. miejsce | 22:33    |
| 2013 | Mistrzostwa świata w biegach przełajowych | Bydgoszcz | drużyna juniorów      | 1. miejsce  |          |
| 2014 | Mistrzostwa świata juniorów               | Eugene    | bieg na 10 000 metrów | 6. miejsce  | 28:54,84 |
| 2015 | Mistrzostwa świata w biegach przełajowych | Guiyang   | bieg juniorów         | 7. miejsce  | 24:05    |
| 2015 | Mistrzostwa świata w biegach przełajowych | Guiyang   | drużyna juniorów      | 2. miejsce  |          |
| 2016 | Mistrzostwa Afryki w biegach przełajowych | Jaunde    | bieg seniorów         | 13. miejsce | 28:11    |
| 2016 | Mistrzostwa Afryki w biegach przełajowych | Jaunde    | drużyna seniorów      | 3. miejsce  |          |